# 生命 (松山千春の曲)
「生命」（いのち）は、松山千春が1994年4月21日にリリースした35枚目のシングル。

## 解説
ベスト・アルバム『起承転結 VI』と同時発売された。2曲ともにオリジナル・アルバム未収録で、表題曲の「生命」は、1996年に発売されたベスト・アルバム『風景』に、カップリング曲の「風のささやき」は、1997年に発売されたベスト・アルバム『起承転結 VII』にそれぞれ初収録された。
表題曲「生命」は、住友生命『愛&愛』のCMソングおよび、さくら不動産のCMソングにそれぞれ使用され、2008年10月28日に放送された日本テレビ系『誰も知らない泣ける歌』にて紹介され、番組関連のコンピレーション・アルバム『誰も知らない泣ける歌 オフィシャル・コンピレーションアルバム』と『誰も知らない泣ける歌 外伝 もらい泣き篇』に収録されている。また、2024年の映画『室井慎次 生き続ける者』の主題歌としても使用された。

## 収録曲
| 全作詞・作曲: 松山千春、全編曲: 飛澤宏元。 |                                |          |            |      |
| #                                          | タイトル                       | 作詞     | 作曲・編曲 | 時間 |
| 1.                                         | 「生命」                       | 松山千春 | 松山千春   | 5:13 |
| 2.                                         | 「風のささやき」               | 松山千春 | 松山千春   | 3:51 |
| 3.                                         | 「生命」(オリジナル・カラオケ) | 松山千春 | 松山千春   | 5:13 |
| 合計時間:                                  | 合計時間:                      | 14:17    |            |      |